# Lignincola laevis
Lignincola laevis är en svampart som beskrevs av Höhnk 1955. Lignincola laevis ingår i släktet Lignincola och familjen Halosphaeriaceae.  Arten är reproducerande i Sverige. Inga underarter finns listade i Catalogue of Life.